# Wilfried Schmickler

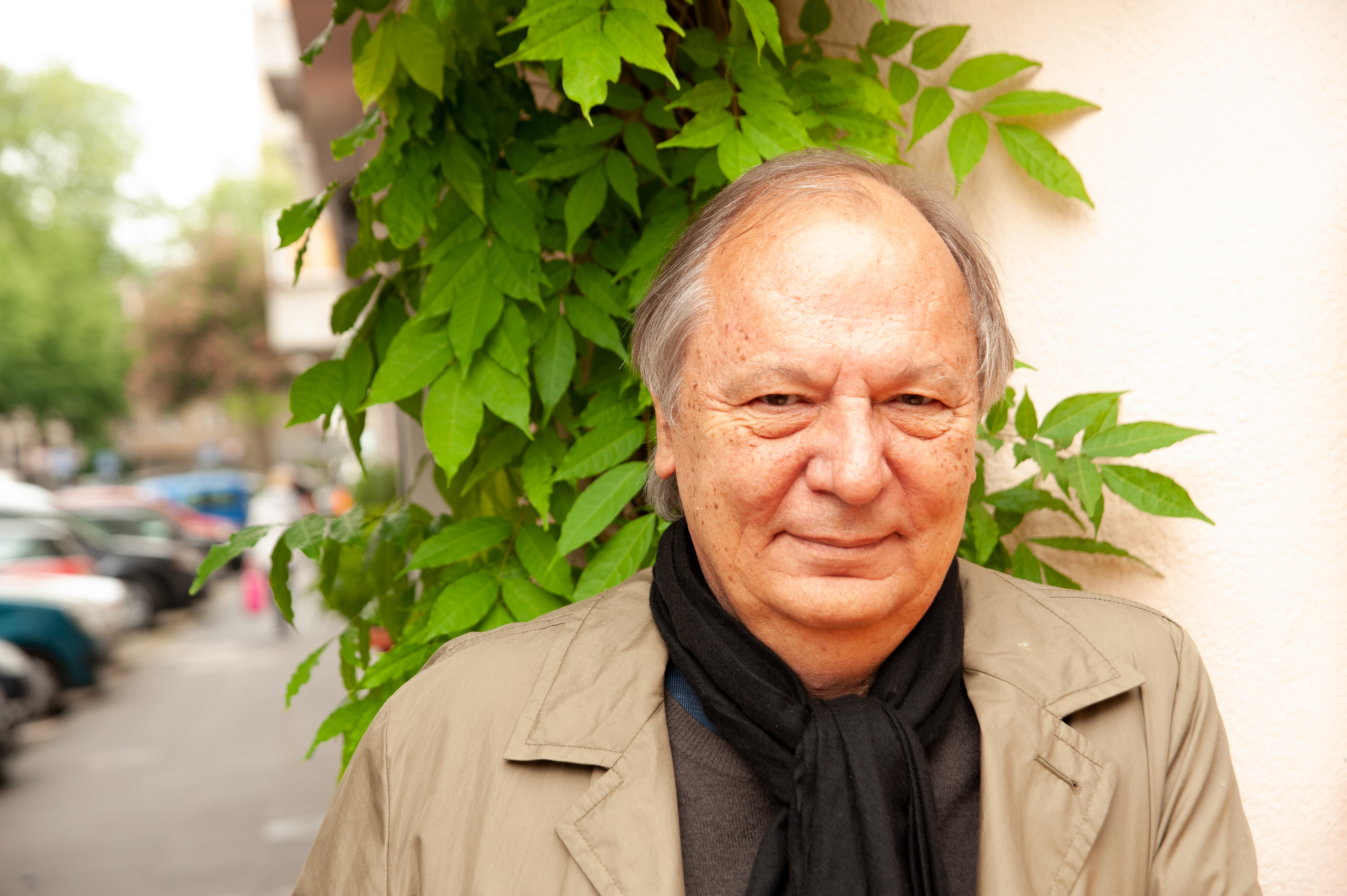
Wilfried Schmickler (2016)

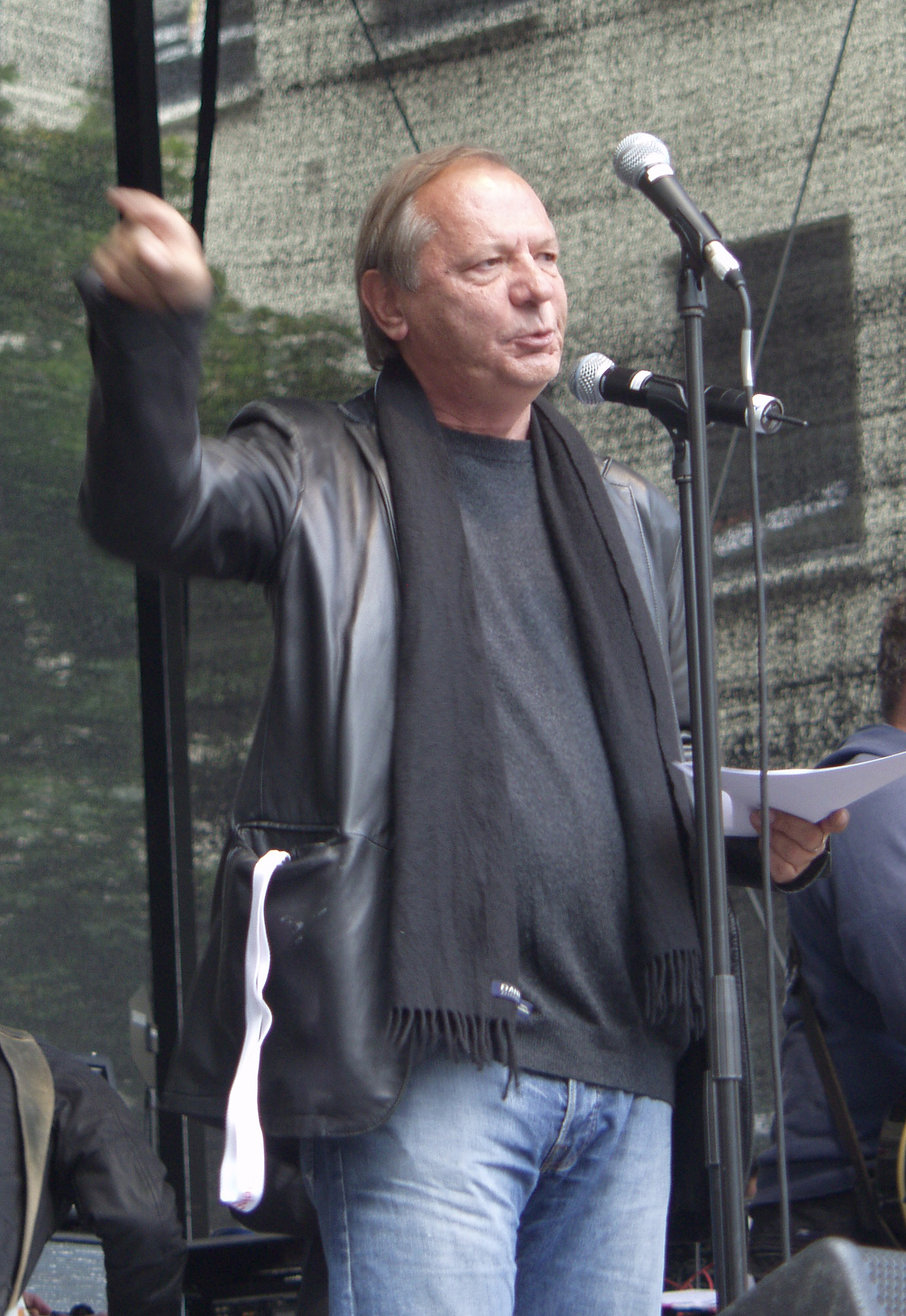
Wilfried Schmickler auf der politischen Demonstration „Köln stellt sich quer“, 20. September 2008

Wilfried Theodor Schmickler (* 28. November 1954 in Hitdorf) ist ein deutscher Kabarettist.

## Biografie
Schmickler wuchs in Hitdorf (heute ein Stadtteil von Leverkusen) auf und lebt seit den 1990er-Jahren in der Kölner Südstadt. Während seiner Schulzeit am Landrat-Lucas-Gymnasium in Opladen engagierte er sich in der Schülermitverwaltung (SMV), war Schülersprecher und schrieb für die Schülerzeitung. Nach dem Abitur 1973 absolvierte er seinen Zivildienst in einer Jugendeinrichtung, in der er mit der Post-Hippie-Szene in Berührung kam. Die Erfahrungen mit der selbstverwalteten Jugendszene führten zur Gründung einer Sprech- und späteren Theatergruppe, aus der schließlich das Trio Matsche, Works und Hallies hervorging. Später benannte sich das Trio (mit Wolfgang Müller-Schlesinger und Klaus Huber) in Matsche, Works und Pullrich um, mit dem Schmickler einige Jahre lang Bühnenerfahrung sammelte.
Als der Kabarettist Jürgen Becker 1989 beim Kabarett-Trio 3 Gestirn Köln 1 ausstieg, wurde Schmickler, vermittelt durch Becker, dessen Nachfolger. Als Mitglied des 3-Gestirns erhielt er 2001 zusammen mit Heiner Kämmer und Wolfgang Nitschke den Deutschen Kleinkunstpreis. Nachdem sich die Gruppe aufgelöst hatte, trat Schmickler fortan als Solokünstler auf und wurde 2007 mit dem Deutschen Kabarettpreis und im Rahmen des Prix Pantheon mit dem Sonderpreis Reif & Bekloppt ausgezeichnet. 2009 wurde er erneut mit dem Deutschen Kleinkunstpreis in der Kategorie Kabarett bedacht. Anlässlich seines 30-jährigen Bühnenjubiläums präsentierte Schmickler ab Herbst 2008 sein viertes Soloprogramm Es war nicht alles schlecht. Sein fünftes Soloprogramm Weiter feierte im September 2010 Premiere. Schmickler absolviert rund 120 Live-Auftritte pro Jahr.
Von 1992 bis 2020 war er ständiger Mitwirkender der WDR-Kabarettsendung Mitternachtsspitzen. Bekannt wurde er vor allem durch den Ausruf „Aufhören, Herr Becker! Aufhören!“, der lautstark seinen regelmäßigen Schlussmonolog in der Sendung einleitet. Lange Zeit trat er in den Mitternachtsspitzen gemeinsam mit Jürgen Becker als die kölschen Zwillinge Spitz & Spitz auf. Von November 2007 bis Oktober 2010 spielte er gemeinsam mit Uwe Lyko das Ehepaar Loki und Helmut Schmidt (Loki & Smoky), dann wurde die Rubrik vom WDR aufgrund des Todes von Loki Schmidt eingestellt. Seitdem treten Schmickler und Lyko als Überschätzte Paare der Weltgeschichte in verschiedenen Rollen (z. B. als Die Geissens, Merkel und Joachim Sauer etc.) auf. Nachdem 2015 auch Helmut Schmidt gestorben war, wurde am Ende des Jahres eine weitere Folge der Rubrik Loki & Smoky mit einer Szene im Himmel ausgestrahlt. Im Januar 2021 feierte Schmickler den 60. Geburtstag von Jürgen Becker mit einer Sendung, in der er Becker in der Revue vieler gemeinsamer Auftritte gemeinsam mit Pfarrer Franz Meurer charakterisierte.
Für WDR 2 und für den Schrägstrich im WDR 5-Morgenecho ist Schmickler als Autor satirischer Radiobeiträge tätig. Ebenfalls für WDR 5 moderiert er viermal im Jahr im Rahmen der Reihe Unterhaltung am Wochenende die Hörfunksendung Hart an der Grenze. Privat engagiert sich Schmickler zusammen mit Becker und anderen Kollegen ehrenamtlich an einer Köln-Ehrenfelder Hauptschule. Er ist zudem Mitglied im Bayer-04-Club. Wilfried Schmickler unterstützt die Coordination gegen Bayer-Gefahren (CBG). Außerdem engagiert er sich für soziale Gerechtigkeit und ist Mitglied im Sozialverband Deutschland (SoVD), dessen sozialpolitische Arbeit er durch Auftritte bei Veranstaltungen des SoVD unterstützt.

## Porträt
- Wilfried Theodor Schmickler – Fast ein Selbstportrait, ein Film von Klaus Michael Heinz (2014, WDR Fernsehen)

## Soloprogramme
- Aufhören! (2004)
- Danke! (2005)
- Zum Dritten (2007)
- Es war nicht alles schlecht (2009)
- Weiter (2010)
- Ich weiß es doch auch nicht (2012)
- Das Letzte (2015)
- Kein zurück! (2018)
- Es hört nicht auf (2022)

Die Jahresangaben beziehen sich auf die CD-Veröffentlichungen zu den Soloprogrammen.

## Auszeichnungen
- 2001: Deutscher Kleinkunstpreis mit dem 3-Gestirn
- 2007: Prix Pantheon Sonderpreis Reif & Bekloppt
- 2007: Deutscher Kabarettpreis Hauptpreis
- 2009: Deutscher Kleinkunstpreis Sparte Kabarett
- 2010: Salzburger Stier
- 2013: Tegtmeiers Erben Ehrenpreis
- 2021: Bayerischer Kabarettpreis Ehrenpreis
- 2023: Morenhovener Lupe

## Zitate
„Da werden in Afghanistan drei deutsche Soldaten bei einem Anschlag getötet, und wie reagieren die politisch Verantwortlichen? […] ‚Wir dürfen diesen Vorfall, diesen tragischen, jetzt nicht zum Anlass nehmen, über Sinn und Zweck des Militäreinsatzes zu debattieren.‘ – Ja verdammt, wenn nicht jetzt, wann dann?“

„Und auch wenn man zur Zeit zum kompletten Deppen gestempelt wird, wenn man es wagt, so etwas zu sagen, es bleibt dabei: Es gibt keinen gerechten und keinen ungerechten Krieg, es gibt nur Krieg oder Frieden.“